# Catostemma altsonii
Catostemma altsonii là một loài thực vật có hoa trong họ Cẩm quỳ. Loài này được Sandwith mô tả khoa học đầu tiên năm 1928.